# Bernay-Saint-Martin
Bernay-Saint-Martin é uma comuna francesa na região administrativa da Nova Aquitânia, no departamento de Charente-Maritime. Estende-se por uma área de 24,9 km². Em 2010 a comuna tinha 773 habitantes (densidade: 31 hab./km²).